# Кура-Карпіньяно
Кура-Карпіньяно (італ. Cura Carpignano) — муніципалітет в Італії, у регіоні Ломбардія,  провінція Павія.
Кура-Карпіньяно розташована на відстані близько 460 км на північний захід від Рима, 28 км на південь від Мілана, 9 км на північний схід від Павії.
Населення — 4840 осіб (2014).

## Демографія
Населення за роками:

Станом на 1 січня 2023 року в муніципалітеті офіційно проживало 312 іноземців з 36 країн, серед них 142 громадяни країн Євросоюзу та 26 громадян України.

## Сусідні муніципалітети
- Альбуццано
- Павія
- Ронкаро
- Сант'Алессіо-кон-В'ялоне
- Валле-Салімбене
- Вістарино